# Speed (film 1994)
Speed è un film del 1994 diretto da Jan de Bont.
La pellicola, interpretata da Keanu Reeves, Dennis Hopper e Sandra Bullock, ha vinto due premi Oscar nel 1995: miglior sonoro e miglior montaggio sonoro.
Il film avuto un sequel nel 1997, dal titolo Speed 2 - Senza limiti, interpretato sempre da Sandra Bullock.

## Trama
Un terrorista ha piazzato una bomba su un ascensore di un palazzo nel centro di Los Angeles, e appena alcune persone ci salgono, fa saltare in aria i cavi; l'ascensore si ferma quindi al trentesimo piano grazie ai freni di emergenza. Jack Traven e il suo amico Harry Temple, entrambi agenti di polizia di Los Angeles, intervengono con Herb "Mac" McMahon, il loro capo, ma la situazione si farà più complicata del previsto: l'attentatore, infatti, chiede di avere 3 milioni di dollari entro un'ora, altrimenti farà esplodere anche i freni di emergenza. Jack capisce che anche se l'attentatore riceve i soldi, lui farà comunque esplodere le cariche, così decide di far evacuare i passeggeri, e ci riesce appena prima che l'ascensore cada. Successivamente, i 2 poliziotti scoprono che l'attentatore si trova nel montacarichi. L'uomo riesce a prendere in ostaggio Harry per fuggire, ma Jack, col consenso dell'amico, spara alla sua gamba per impedire all'attentatore di portarlo via; in quell'occasione, Jack nota la mancanza del pollice sulla mano sinistra dello stesso. Tuttavia, il criminale fa saltare la bomba che aveva piazzato all'uscita che voleva usare per la fuga.
Un paio di giorni dopo, Jack si trova di fronte a una seconda sfida: l'attentatore, che tutti credevano morto nell'esplosione, fa saltare in aria un autobus, e dopo ad aver contattato Jack, che è nei paraggi dell'esplosione tramite un telefono pubblico, gli dice che ha piazzato una seconda bomba su un altro autobus. L'ordigno si attiverà non appena vengono raggiunte le 50 miglia orarie, ed esploderà se il mezzo scenderà sotto quella velocità; gli dice anche il numero e il percorso del bus, a patto che Jack non faccia scendere nessun passeggero, chiedendogli un nuovo riscatto, e cioè, di avere i soldi entro un tempo stimato di 3 ore. Dopo uno spericolato inseguimento in auto, Jack riesce a salire sul mezzo, quando ha ormai superato le 50 miglia, e a informare i passeggeri del pericolo e che non possono scendere dal bus. Tuttavia, uno di questi passeggeri, armato di una pistola, ha una colluttazione con Jack, che il poliziotto riesce a immobilizzare, ma ferendo involontariamente l'autista, il cui posto viene preso da Annie, una passeggera sua amica, che si scoprirà in seguito non avere la patente.
Jack, grazie al cellulare requisito dall'uomo che lo ha aiutato durante l'inseguimento, contatta i suoi colleghi, che lo supportano dall'alto, e poi conducono il bus su una superstrada in costruzione e chiusa al pubblico dopo diversi ostacoli; l'agente ha, inoltre, il permesso dall'attentatore di far scendere l'autista ferito sul furgone della polizia che li sta seguendo, ma una donna, nel tentativo di scendere anche lei, viene uccisa dall'esplosione di una carica piazzata sotto la porta del bus. Harry, che intanto sta lavorando in ufficio, scopre che l'attentatore è Howard Payne, un ex artificiere mandato in pensione dopo aver perso il pollice della mano sinistra (date le conoscenze che l'attentatore ha dimostrato finora); il poliziotto va quindi con alcuni dei suoi colleghi alla casa dell'uomo, ma Payne fa saltare in aria l'abitazione uccidendo i poliziotti.
Jack ed Annie, alla fine, riescono a portare l'autobus sulle piste dell'aeroporto, superando persino il vuoto del cantiere della superstrada che stavano percorrendo. Il ragazzo, con uno stratagemma, scende dal bus, e con un carrellino legato al furgone della polizia, prova a disinnescare l'ordigno che si trova sotto il mezzo, ma fallisce e viene salvato in tempo dai passeggeri, causando però involontariamente una perdita di benzina. Poco dopo, Jack scopre che Harry è morto, e dalle parole dell'attentatore (che gli ha fatto capire che sa che alla guida c'è una donna), capisce che vede tutto ciò che fanno sul mezzo grazie a una telecamera piazzata sul tetto del bus, quando invece pensava che li seguisse grazie all'elicottero della TV, rimasto fuori dell'aeroporto. Approfittando del fatto che la telecamera è senza audio e non è in diretta tv, Jack chiede ai colleghi di realizzare un filmato con la stessa telecamera del bus, in modo da poter ingannare il terrorista. Così, grazie al filmato, tutti riescono a scendere dal bus, che poco dopo salta in aria schiantandosi contro un aereo cargo in manovra.
Sfruttando il vantaggio che Payne non sa nulla dell'esplosione del bus, Jack e i suoi colleghi si recano all'incontro con lui fissato per la consegna dei soldi. Payne, però, osservando il video, nota una passeggera che, non riuscendo a stare ferma, compie in continuazione lo stesso movimento, scoprendo così l'inganno. Dopo ad aver preso in ostaggio Annie (che non l'ha mai vista fino ad ora), per sfuggire all'inseguimento, sale sulla metropolitana cacciando tutti i passeggeri dal treno, uccidendo il macchinista e ammanettando Annie a un palo. Jack però lo raggiunge, e durante una rissa sul tetto del treno, Jack ha la meglio, alzando la testa di Payne, che verrà poi decapitato da un semaforo. Successivamente, Jack viene avvertito via radio da Mac che la ferrovia è interrotta poco più avanti, e, dopo ad aver azionato il freno d'emergenza, si accorge che non funziona. Non volendo abbandonare la ragazza, Jack fa aumentare la velocità per far deragliare il convoglio. Il piano riesce, e dopo una corsa che fa uscire il treno dai binari a seguito dell'attraversamento di un cantiere, Jack ed Annie si baciano una volta usciti illesi dall'incidente.

## Produzione
Il budget di produzione di Speed è stato di circa 30 milioni di dollari.
Per poter girare questo film, sono stati utilizzati ben 11 modelli dello stesso autobus: ogni modello, appositamente attrezzato, serviva per poter far fare all'autobus determinate acrobazie.

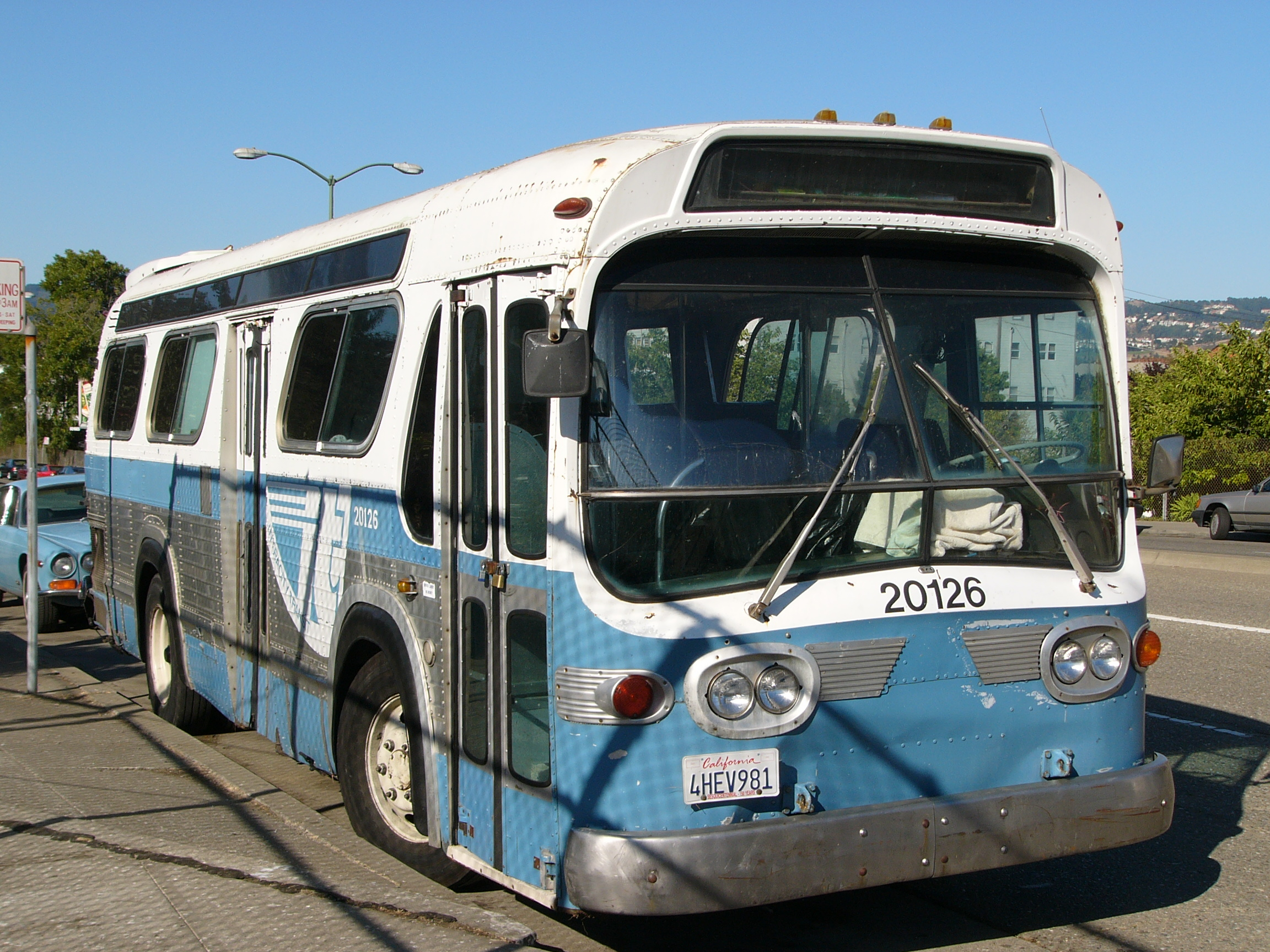
Uno degli GM New Look bus utilizzati per le riprese

Le riprese di Speed iniziarono il 7 settembre 1993 e terminarono il 23 dicembre dello stesso anno.

### Cast
William Baldwin fu la prima scelta del regista Jan de Bont per il ruolo di Jack Traven, ma successivamente venne scritturato Keanu Reeves dopo che de Bont lo vide nel film Point Break - Punto di rottura; per il ruolo di Annie Porter scelse invece subito Sandra Bullock e, quando la scritturò, le fece leggere il copione al fianco di Reeves per assicurarsi che vi fosse la giusta alchimia tra i due. In origine il personaggio di Annie doveva essere la spalla comica di Jack, ma in seguito diventò sia l'aiutante che l'amante del poliziotto.
Per il ruolo di Howard Payne De Bont era indeciso tra Dennis Hopper e Christopher Walken e solo a poche settimane dell'uscita prestabilita del film scelse il primo.

### Riprese
Le riprese si sono svolte dal settembre al dicembre 1993.
Il film è stato girato principalmente a Los Angeles; altre località limitrofe sono state Long Beach, Mojave e Santa Monica.

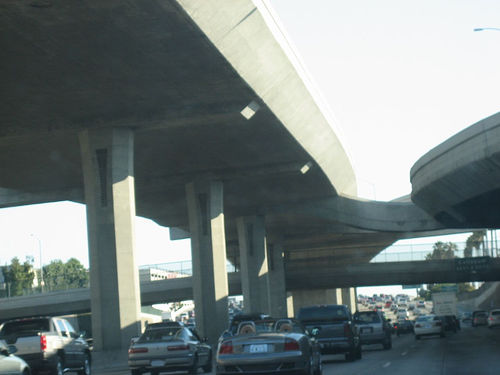
L'imbocco dell'Interstate 110 presa dall'autobus

## Colonna sonora
Il 28 giugno 1994 Fox Records ha pubblicato SONGS FROM AND INSPIRED BY THE MOTION PICTURE, un album costituito da 12 canzoni, solo 4 delle quali sono incluse nel film.

### Tracce
1. Billy Idol – Speed – 4:15
2. The Plimsouls – A Million Miles Away – 3:39
3. Gin Blossoms – Soul Deep – 3:02
4. Cracker – Let's Go for a Ride – 3:06
5. Blues Traveler – Go Outside and Drive – 4:50
6. Ric Ocasek – Crash – 5:04
7. Pat Benatar – Rescue Me – 2:59
8. Rod Stewart – Hard Road – 4:27
9. Carnival Strippers – Cot – 5:21
10. Gary Numan – Cars ('93 Sprint) – 3:59
11. Saint Etienne – Like a Motorway – 5:41
12. Kiss – Mr. Speed – 3:14

La musica strumentale è stata composta da Mark Mancina.
Il 30 agosto 1994 Arista Records ha pubblicato la ORIGINAL MOTION PICTURE SCORE, un'edizione costituita da 19 tracce (circa 40 minuti di musica) che però non seguono l'ordine cronologico.
1. Main Title – 3:37
2. The Rescue – 4:01
3. Entering Airport – 1:00
4. Rush Hour – 6:04
5. Helen Dies – 2:19
6. The Gap – 2:49
7. Choppers – 1:00
8. Pershing Square – 3:18
9. Elevator Peril – 0:28
10. Fight On Train – 1:19
11. Dangling Feet – 0:34
12. City Streets – 1:41
13. Wildcat – 1:04
14. The Dolly – 1:28
15. Move – 2:05
16. Pop Quiz – 2:23
17. Freight Elevator – 2:29
18. Elevator Stall – 0:50
19. End Title – 1:49

Il 28 febbraio 2012 La-La Land Records ha pubblicato la ORIGINAL MOTION PICTURE SOUNDTRACK, un'edizione limitata a 3000 copie della colonna sonora completa (circa 65 minuti di musica), che include 10 tracce inedite e la canzone che si sente durante i titoli di coda.
1. Main Title – 4:03
2. Elevator Stall – 0:57
3. Elevator Peril – 0:29
4. Move! – 2:10
5. Pop Quiz – 3:37
6. Dangling Feet – 0:39
7. Freight Elevator – 2:32
8. Payne Explodes – 2:41
9. Payne Watches Awards / Payne Calls Jack – 2:36
10. Jack Driving Jeep / Bus Enters Freeway – 0:23
11. Rush Hour – 6:08
12. Jack Jumps Onto Bus – 1:35
13. Choppers – 1:04
14. Bomb Reveal / Payne Watching Football – 0:34
15. City Streets – 2:23
16. We Have Trust – 0:53

1. Helen Dies – 2:36
2. The Gap – 2:52
3. Entering Airport – 1:05
4. Payne Excited – 1:53
5. Jack Leaves Bus / Jack on Dolly / Payne's Picture – 2:03
6. The Dolly – 1:31
7. Jack Under Bus / Harry Searches House / Harry Didn't Make It – 3:47
8. Wildcat – 1:07
9. Payne Twisted – 0:42
10. The Rescue – 4:07
11. Pershing Square – 3:23
12. Annie's Loaded / Getting on Train – 2:06
13. Fight on Train – 1:24
14. Runaway Train – 1:45
15. End Title – 1:53
16. Billy Idol – Speed – 4:27

## Distribuzione

### Data di uscita
Il film è uscito negli sale cinematografiche statunitensi il 10 giugno 1994, mentre in Italia il 30 settembre dello stesso anno.

### Edizioni home video
Nel novembre 1994, la Fox Video ha pubblicato Speed su VHS per la prima volta. Nel 1998, 20th Century Fox Home Entertainment ha pubblicato Speed su DVD per la prima volta. Il DVD è in formato widescreen, senza alcun extra. Nel 2002, la Fox ha distribuito uno speciale cofanetto Special Edition, contenente molti extra e una versione rimasterizzata del film. Nel novembre 2006 Speed è stato distribuito su Blu-ray Disc con più di cinque ore di caratteristiche.

## Accoglienza

### Incassi
Il film è stato distribuito in 2 138 cinema, debuttando alla posizione numero uno con un incasso superiore ai 14450000 $. A fine corsa la pellicola, a fronte di un budget di 30 milioni di dollari, ha incassato 121248145 $ in Nord America e 229200000 $ nel resto del mondo, per un totale di 350448145 $.

### Critica
Speed è stato un successo sia dal punto di vista commerciale che da quello della critica. Sull'aggregatore di recensioni Rotten Tomatoes ha un indice di gradimento del 95% basato su 79 recensioni, con un voto medio di 8,1 su 10. Su Metacritic ottiene un punteggio di 78 su 100 basato su 17 recensioni.
La rivista Entertainment Weekly ha classificato Speed come l'ottavo miglior film del 1994.

## Riconoscimenti
- 1995 - Premio Oscar
  - Miglior sonoro a Gregg Landaker, Steve Maslow, Bob Beemer e David R. B. MacMillan
  - Miglior montaggio sonoro a Stephen Hunter Flick
  - Candidatura per il miglior montaggio a John Wright
- 1995 - Premio BAFTA
  - Miglior montaggio a John Wright
  - Miglior sonoro a Stephen Hunter Frick, Gregg Landaker, Steve Maslow, Bob Beemer e David R. B. MacMillan
  - Candidatura per i migliori effetti speciali a Boyd Shermis, John Frazier, Ron Brinkmann e Richard E. Hollander
- 1995 - MTV Movie Award
  - Miglior performance femminile a Sandra Bullock
  - Attrice più attraente a Sandra Bullock
  - Miglior coppia a Sandra Bullock e Keanu Reeves
  - Miglior cattivo a Dennis Hopper
  - Miglior sequenza d'azione (La fuga dall'autobus e la conseguente esplosione dell'aereo)
  - Candidatura per il miglior film
  - Candidatura per la migliore performance maschile a Keanu Reeves
  - Candidatura per il miglior bacio a Sandra Bullock e Keanu Reeves
  - Candidatura per l'attore più attraente a Keanu Reeves
- 1995 - Saturn Award
  - Miglior attrice protagonista a Sandra Bullock
  - Candidatura per il miglior film d'azione/di avventura/thriller
  - Candidatura per il migliore regia a Jan De Bont

- 1995 - Awards of the Japanese Academy
  - Candidatura per il miglior film straniero
- 1995 - BMI Film & TV Award
  - Miglior colonna sonora a Mark Mancina
- 1995 - Cinema Audio Society
  - Candidatura per il miglior sonoro a Gregg Landaker, Steve Maslow, Bob Beemer e David R. B. MacMillan
- 1995 - Eddie Award
  - Candidatura per il miglior montaggio a John Wright
- 1995 - Edgar Award
  - Candidatura per la migliore sceneggiatura a Graham Yost
- 1995 - Golden Screen
  - Golden Screen
- 1995 - Kids' Choice Award
  - Candidatura per il miglior film
  - Candidatura per il miglior attore protagonista a Keanu Reeves
  - Candidatura per la miglior attrice protagonista a Sandra Bullock
- 1995 - Nikkan Sports Film Award
  - Miglior film straniero

## Sequel
Nel 1997 è stato distribuito un seguito, dal titolo Speed 2 - Senza limiti. Sandra Bullock ha accettato di riprendere il ruolo di Annie, ma Keanu Reeves ha declinato l'offerta di tornare nei panni di Jack. Come risultato, Jason Patric è stato scritturato nella storia come Alex Shaw, il nuovo fidanzato di Annie, giustificando l'assenza di Reeves dicendo che lei abbia rotto con Jack a causa delle sue continue preoccupazioni per il pericoloso stile di vita condotto da lui. Willem Dafoe ha interpretato il ruolo del cattivo John Geiger.
Girarono voci riguardanti un possibile terzo film intitolato Speed 3: Ignition, le quali però si rivelarono false.